# Vorwahl 06 (Deutschland)
Der Vorwahlbereich 06 umfasst als einer von acht geografischen Vorwahlbereichen in Deutschland die Ortsnetzkennzahlen für das Saarland, Rheinland-Pfalz (Mitte), Hessen (Mitte, Süd), Bayern (Vorspessart) und Nordbaden. Die Festlegung erfolgt durch die Bundesnetzagentur. Die Zentralvermittlungsstelle (ZVSt) für den Bereich befand sich in Frankfurt am Main.
Ortsnamen in Fettschrift bezeichnen die Standorte der ehemaligen Knotenvermittlungsstellen (KVSt).

## 060 – Aschaffenburg / Friedberg und Umgebung
- 0600 Bereich Wetterau
  - 06002 Ober-Mörlen
  - 06003 Rosbach v. d. Höhe: Stadtteile Nieder-Rosbach und Ober-Rosbach
  - 06004 Lich: Stadtteil Eberstadt; Münzenberg: Stadtteile Münzenberg, Ober-Hörgern und Trais; Pohlheim: Stadtteile Dorf-Güll und Holzheim
  - 06007 Friedrichsdorf: Stadtteil Burgholzhausen vor der Höhe; Rosbach v. d. Höhe: Stadtteil Rodheim v. d. Höhe
  - 06008 Echzell

- 0602 Bereich Aschaffenburg, Bayerischer Vorspessart
  - 06020 Frammersbach: Ortsteil Habichsthal; Heigenbrücken; Heinrichsthal; Neuhütten; Wiesthal
  - 06021 Aschaffenburg
  - 06022 Elsenfeld; Hausen; Mömlingen; Großwallstadt; Kleinwallstadt; Obernburg a.Main
  - 06023 Alzenau
  - 06024 Blankenbach; Geiselbach; Kleinkahl; Krombach (ohne Oberschur); Schöllkrippen; Sommerkahl; Westerngrund
  - 06026 Großostheim
  - 06027 Kleinostheim; Stockstadt a.Main
  - 06028 Aschaffenburg: Stadtteil Obernau; Niedernberg; Sulzbach a.Main
  - 06029 Johannesberg; Mömbris

- 0603 Bereich Wetterau
  - 06031 Friedberg (Hessen)
  - 06032 Bad Nauheim
  - 06033 Butzbach, Rockenberg, Langgöns: Ortsteil Espa; Münzenberg: Stadtteil Gambach
  - 06034 Karben: Stadtteil Burg-Gräfenrode; Niddatal; Wöllstadt
  - 06035 Echzell: Ortsteil Bingenheim; Florstadt; Ranstadt: Ortsteil Dauernheim; Reichelsheim (Wetterau)
  - 06036 Wölfersheim
  - 06039 Karben

- 0604 Bereich Wetterau, westlicher Vogelsberg
  - 06041 Glauburg; Büdingen: Stadtteile Düdelsheim und Rohrbach; Florstadt: Stadtteil Nieder-Mockstadt; Ortenberg: Stadtteile Bleichenbach und Effolderbach; Ranstadt
  - 06042 Büdingen: Ortsteile Aulendiebach, Büches, Büdingen, Dudenrod, Lorbach, Orleshausen, Vonhausen und Wolf
  - 06043 Nidda
  - 06044 Nidda: Stadtteil Stornfels; Schotten
  - 06045 Gedern; Hirzenhain
  - 06046 Nidda: Stadtteil Schwickartshausen; Ortenberg; Ranstadt: Ortsteil Bobenhausen I
  - 06047 Altenstadt; Limeshain: Ortsteil Rommelhausen
  - 06048 Büdingen: Stadtteile Calbach, Diebach am Haag und Eckartshausen; Limeshain: Ortsteile Hainchen und Himbach; Ronneburg: Ortsteile Altwiedermus und Neuwiedermuß
  - 06049 Büdingen: Stadtteile Michelau, Rinderbügen und Wolferborn; Kefenrod: Ortsteile Bindsachsen und Kefenrod; Ortenberg: Stadtteil Gelnhaar

- 0605 Bereich Main-Kinzig-Kreis, Hessischer Spessart
  - 06050 Biebergemünd
  - 06051 Gelnhausen; Gründau: Ortsteile Lieblos und Rothenbergen; Linsengericht
  - 06052 Bad Orb
  - 06053 Wächtersbach
  - 06054 Birstein; Brachttal; Kefenrod: Ortsteile Burgbracht, Helfersdorf und Hitzkirchen
  - 06055 Freigericht; Hasselroth
  - 06056 Bad Soden-Salmünster
  - 06057 Flörsbachtal
  - 06058 Gründau: Ortsteile Breitenborn, Gettenbach, Hain-Gründau, Mittel-Gründau und Niedergründau
  - 06059 Aura im Sinngrund: Ortsteil Deutelbach; Jossgrund

- 0606 Bereich Michelstadt/Erbach
  - 06061 Michelstadt, Mossautal: Ortsteil Ober-Mossau
  - 06062 Erbach (Odenwald); Mossautal
  - 06063 Bad König; Brombachtal; Reichelsheim (Odenwald): Weiler Spreng
  - 06066 Lützelbach: Ortsteil Haingrund; Michelstadt: Stadtteil Vielbrunn
  - 06068 Beerfelden; Sensbachtal

- 0607 Bereich Dieburg
  - 06071 Dieburg; Eppertshausen; Groß-Zimmern; Münster (Hessen); Roßdorf
  - 06073 Babenhausen; Schaafheim
  - 06074 Dietzenbach; Dreieich: Stadtteil  Offenthal; Rödermark
  - 06078 Groß-Umstadt

- 0608 Bereich östlicher Hintertaunus
  - 06081 Usingen, Maibach (Stadtteil der Stadt Butzbach), Neu-Anspach, Wehrheim
  - 06082 Glashütten: Ortsteil Oberems; Idstein: Stadtteile Kröftel und Nieder-Oberrod; Schmitten: Ortsteile Niederreifenberg und Oberreifenberg; Waldems: Ortsteil Wüstems
  - 06083 Weilrod
  - 06084 Schmitten; Weilrod: Ortsteile Finsternthal und Mauloff
  - 06085 Bodenrod (Stadtteil der Stadt Butzbach), Cleeberg (Ortsteil der Gemeinde Langgöns), Oberquembach (Ortsteil der Gemeinde Schöffengrund), Waldsolms
  - 06086 Grävenwiesbach
  - 06087 Waldems: Ortsteile Niederems, Reichenbach und Steinfischbach

- 0609 Bereich Bayerischer Hochspessart
  - 06092 Dammbach, Heimbuchenthal, Mespelbrunn
  - 06093 Laufach
  - 06094 Weibersbrunn
  - 06095 Bessenbach, Waldaschaff
  - 06096 Wiesen

## 061 – Wiesbaden und Umgebung
- 0610 Umland Frankfurt am Main
  - 06101 Bad Vilbel; Frankfurt am Main: Stadtteile Harheim und Nieder-Erlenbach; Niederdorfelden
  - 06102 Neu-Isenburg
  - 06103 Dreieich; Egelsbach; Langen
  - 06104 Heusenstamm; Obertshausen
  - 06105 Mörfelden-Walldorf
  - 06106 Heusenstamm: Stadtteil Rembrücken; Rodgau
  - 06107 Kelsterbach
  - 06108 Mühlheim am Main
  - 06109 Frankfurt am Main: Stadtteil Bergen-Enkheim; Maintal: Stadtteil Bischofsheim

- 0611 Wiesbaden

- 0612 Umland Wiesbaden
  - 06120 Aarbergen; Heidenrod: Ortsteile Egenroth, Huppert, Langschied und Laufenselden; Hohenstein: Ortsteile Breithardt, Burg-Hohenstein, Hennethal, Holzhausen über Aar; Reckenroth
  - 06122 Hofheim am Taunus: Stadtteil Wallau; Wiesbaden: Ortsbezirke Delkenheim, Breckenheim, Medenbach, Nordenstadt
  - 06123 Eltville am Rhein; Kiedrich; Walluf
  - 06124 Bad Schwalbach; Heidenrod: Ortsteile Kemel, Mappershain, Springen, Watzelhain und Wisper; Hohenstein: Ortsteil Born; Schlangenbad: Ortsteil Niedergladbach
  - 06126 Hünstetten; Idstein; Waldems: Ortsteile Bermbach und Esch
  - 06127 Idstein: Stadtteil Lenzhahn; Niedernhausen; Wiesbaden: Ortsbezirke Auringen und Naurod
  - 06128 Hohenstein: Ortsteile Strinz-Margarethä und Steckenroth; Hünstetten: Ortsteil Oberlibbach; Niedernhausen: Ortsteil Engenhahn; Taunusstein
  - 06129 Schlangenbad

- 0613 Bereich Mainz
  - 06130 Bubenheim; Engelstadt; Ingelheim am Rhein: Stadtteil Großwinternheim; Jugenheim in Rheinhessen; Schwabenheim an der Selz; Stadecken-Elsheim: Ortsteil Elsheim
  - 06131 Mainz
  - 06132 Heidesheim am Rhein; Ingelheim am Rhein; Wackernheim
  - 06133 Nierstein; Oppenheim; Dienheim; Dexheim
  - 06134 Ginsheim-Gustavsburg: Stadtteil Gustavsburg; Wiesbaden: Ortsbezirke Mainz-Kastel und Mainz-Kostheim
  - 06135 Bodenheim; Gau-Bischofsheim; Nackenheim
  - 06136 Essenheim; Klein-Winternheim; Mainz: Ortsbezirk Ebersheim; Nieder-Olm; Ober-Olm; Sörgenloch; Stadecken-Elsheim: Ortsteil Stadecken; Zornheim
  - 06138 Harxheim; Lörzweiler; Mommenheim
  - 06139 Budenheim

- 0614 Bereich Rüsselsheim am Main
  - 06142 Raunheim; Rüsselsheim am Main
  - 06144 Bischofsheim; Ginsheim-Gustavsburg: Stadtteil Ginsheim
  - 06145 Flörsheim am Main; Hattersheim am Main: Stadtteil Eddersheim; Hochheim am Main: Stadtteil Massenheim
  - 06146 Hochheim am Main
  - 06147 Trebur

- 0615 Bereich Darmstadt
  - 06150 Darmstadt: Stadtteil Wixhausen; Erzhausen; Weiterstadt
  - 06151 Darmstadt, Mühltal: Ortsteile Nieder-Beerbach, Nieder-Ramstadt, Traisa und Trautheim; Seeheim-Jugenheim: Ortsteil Malchen; Weiterstadt: Stadtteil Riedbahn
  - 06152 Büttelborn; Groß-Gerau; Nauheim
  - 06154 Mühltal: Ortsteil Waschenbach; Ober-Ramstadt; Roßdorf
  - 06155 Griesheim
  - 06157 Pfungstadt
  - 06158 Riedstadt; Stockstadt am Rhein
  - 06159 Messel

- 0616 Bereich vorderer Odenwald
  - 06161 Brensbach
  - 06162 Groß-Bieberau; Otzberg; Reinheim
  - 06163 Breuberg: Stadtteil Sandbach; Höchst im Odenwald; Otzberg: Ortsteil Ober-Nauses
  - 06164 Fränkisch-Crumbach; Reichelsheim (Odenwald)
  - 06165 Breuberg; Lützelbach: Ortsteile Breitenbrunn, Lützel-Wiebelsbach und Rimhorn
  - 06166 Fischbachtal
  - 06167 Modautal; Mühltal: Ortsteil Frankenhausen; Ober-Ramstadt: Stadtteil Modau

- 0617 Bereich östlicher Vordertaunus
  - 06171 Oberursel (Taunus); Steinbach (Taunus)
  - 06172 Bad Homburg vor der Höhe; Friedrichsdorf; Oberursel (Taunus): Stadtteil Oberstedten
  - 06173 Eschborn: Stadtteil Niederhöchstadt; Königstein im Taunus: Stadtteil Mammolshain; Kronberg im Taunus
  - 06174 Bad Soden am Taunus: Stadtteil Altenhain; Glashütten; Kelkheim (Taunus): Stadtteil Ruppertshain; Königstein im Taunus
  - 06175 Friedrichsdorf: Stadtteil Köppern

- 0618 Bereich Hanau
  - 06181 Hanau; Bruchköbel (ohne Oberissigheim und ohne Butterstadt); Maintal (ohne Bischofsheim)
  - 06182 Hainburg; Mainhausen; Seligenstadt
  - 06183 Erlensee; Bruchköbel (Stadtteil Oberissigheim); Neuberg (Ortsteil Ravolzhausen)
  - 06184 Langenselbold; Rodenbach; Ronneburg: Ortsteil Hüttengesäß
  - 06185 Hammersbach; Neuberg (Ortsteil Rüdigheim), Bruchköbel (Stadtteil Butterstadt)
  - 06186 Großkrotzenburg
  - 06187 Niddatal: Stadtteil Kaichen; Nidderau; Schöneck
  - 06188 Kahl am Main; Karlstein am Main

- 0619 Bereich Main-Taunus-Kreis
  - 06190 Hattersheim am Main
  - 06192 Hofheim am Taunus; Kriftel
  - 06195 Kelkheim
  - 06196 Bad Soden am Taunus; Eschborn; Liederbach am Taunus: Ortsteil Niederhofheim; Schwalbach am Taunus; Sulzbach
  - 06198 Eppstein; Hofheim am Taunus: Stadtteil Wildsachsen; Kelkheim: Stadtteil Eppenhain

## 062 – Mannheim / Ludwigshafen am Rhein und Umgebung
- 0620 Umland Mannheim
  - 06201 Birkenau; Gorxheimertal;, Hemsbach; Hirschberg an der Bergstraße; Laudenbach; Weinheim
  - 06202 Brühl; Ketsch; Oftersheim; Plankstadt; Schwetzingen
  - 06203 Edingen-Neckarhausen; Heddesheim; Ladenburg; Schriesheim
  - 06204 Viernheim
  - 06205 Altlußheim; Hockenheim; Neulußheim; Reilingen
  - 06206 Bürstadt; Lampertheim
  - 06207 Abtsteinach; Grasellenbach; Wald-Michelbach
  - 06209 Birkenau: Ortsteil Reisen; Mörlenbach

- 0621 Mannheim[1]; Ilvesheim; Edingen-Neckarhausen: Ort Neu-Edingen im Ortsteil Edingen
- 0621 Ludwigshafen am Rhein[1]

- 0622 Bereich Heidelberg
  - 06220 Heiligkreuzsteinach; Schriesheim: Stadtteil Altenbach; Wilhelmsfeld
  - 06221 Heidelberg; Dossenheim; Eppelheim
  - 06222 Dielheim; Mühlhausen; Rauenberg; Wiesloch
  - 06223 Bammental; Gaiberg; Neckargemünd; Wiesenbach
  - 06224 Leimen; Nußloch; Sandhausen
  - 06226 Eschelbronn; Lobbach; Mauer; Meckesheim; Spechbach; Zuzenhausen
  - 06227 St. Leon-Rot; Walldorf
  - 06228 Schönau
  - 06229 Neckarsteinach

- 0623 Umland Ludwigshafen
  - 06231 Hochdorf-Assenheim
  - 06232 Brühl: Kollerinsel; Dudenhofen; Otterstadt; Römerberg; Speyer
  - 06233 Beindersheim; Frankenthal; Heßheim; Lambsheim
  - 06234 Mutterstadt
  - 06235 Schifferstadt
  - 06236 Altrip; Limburgerhof; Neuhofen; Waldsee
  - 06237 Birkenheide; Ellerstadt; Fußgönheim; Ludwigshafen am Rhein: Stadtteil Ruchheim; Maxdorf
  - 06238 Gerolsheim
  - 06239 Bobenheim-Roxheim; Frankenthal: Hofgut Petersau

- 0624 Bereich Worms
  - 06241 Worms; Lampertheim: Stadtteile Hofheim und Rosengarten
  - 06242 Bechtheim; Mettenheim; Osthofen, Worms: Stadtteile Abenheim und Rheindürkheim
  - 06243 Flörsheim-Dalsheim; Hohen-Sülzen; Mölsheim; Monsheim; Offstein; Wachenheim
  - 06244 Bermersheim; Dittelsheim-Heßloch; Gundersheim; Gundheim; Monzernheim; Westhofen
  - 06245 Biblis; Bürstadt: Stadtteil Bobstadt; Groß-Rohrheim
  - 06246 Eich (Rheinhessen); Hamm am Rhein; Worms: Stadtteil Ibersheim
  - 06247 Mörstadt; Worms: Stadtteil Pfeddersheim
  - 06249 Alsheim; Dalheim; Eimsheim; Gimbsheim; Guntersblum; Ludwigshöhe; Uelversheim; Weinolsheim

- 0625 Bereich Bensheim
  - 06251 Bensheim; Einhausen; Lorsch; Zwingenberg
  - 06252 Heppenheim (Bergstraße)
  - 06253 Fürth; Grasellenbach: Ortsteil Hammelbach; Heppenheim (Bergstraße): Stadtteil Wald-Erlenbach; Reichelsheim: Siedlung Alme im Süden des Ortsteils Ober-Ostern; Rimbach
  - 06254  Lautertal (Odenwald); Modautal: Ortsteile Brandau, Lützelbach und Neunkirchen
  - 06255 Lindenfels
  - 06256 Lampertheim: Stadtteil Hüttenfeld
  - 06257 Seeheim-Jugenheim
  - 06258 Gernsheim

- 0626 Bereich Mosbach
  - 06261 Mosbach; Elztal; Neckarzimmern; Obrigheim
  - 06262 Aglasterhausen; Neunkirchen; Reichartshausen; Schönbrunn: Ortsteile Haag und Schwanheim; Schwarzach
  - 06263 Binau; Neckargerach
  - 06264 Neudenau; Neuenstadt am Kocher: Stadtteil Stein am Kocher
  - 06265 Billigheim
  - 06266 Haßmersheim
  - 06267 Fahrenbach
  - 06268 Bad Rappenau: Stadtteil Grombach; Hüffenhardt
  - 06269 Gundelsheim

- 0627 Bereich Eberbach
  - 06271 Eberbach; Schönbrunn: Ortsteil Allemühl
  - 06272 Hirschhorn (Neckar); Schönbrunn
  - 06274 Waldbrunn
  - 06275 Rothenberg
  - 06276 Hesseneck

- 0628 Bereich Buchen
  - 06281 Buchen (Odenwald)
  - 06282 Walldürn
  - 06283 Hardheim; Höpfingen
  - 06284 Mudau
  - 06285 Walldürn: Stadtteil Altheim
  - 06286 Walldürn: Stadtteil Rippberg
  - 06287 Limbach

- 0629 Bereich Bauland
  - 06291 Adelsheim; Osterburken
  - 06292 Seckach
  - 06293 Schefflenz
  - 06294 Assamstadt; Ingelfingen: Stadtteile Diebach und Eberstal; Krautheim
  - 06295 Rosenberg
  - 06296 Ahorn
  - 06297 Ravenstein
  - 06298 Möckmühl, Roigheim, Widdern

## 063 – Kaiserslautern und Umgebung
- 0630 Umland Kaiserslautern
  - 06301 Kaiserslautern: Stadtteile Erfenbach, Erlenbach, Morlautern und Siegelbach; Katzweiler; Mehlbach; Otterbach; Otterberg
  - 06302 Falkenstein (Pfalz); Gehrweiler; Gonbach; Höringen; Imsbach; Lohnsfeld; Münchweiler an der Alsenz; Schweisweiler; Wartenberg-Rohrbach; Winnweiler
  - 06303 Enkenbach-Alsenborn; Mehlingen; Neuhemsbach; Sembach
  - 06304 Aschbach; Einöllen; Hinzweiler; Nerzweiler; Oberweiler im Tal; Oberweiler-Tiefenbach; Rothselberg; Rutsweiler an der Lauter; Wolfstein
  - 06305 Fischbach; Hochspeyer, Waldleiningen
  - 06306 Kaiserslautern: Stadtteil Mölschbach; Stelzenberg; Trippstadt
  - 06307 Geiselberg; Krickenbach; Linden; Schmalenberg; Schopp
  - 06308 Frankelbach; Hirschhorn/Pfalz; Kreimbach-Kaulbach; Olsbrücken; Sulzbachtal

- 0631 Kaiserslautern

- 0632 Bereich Neustadt an der Weinstraße
  - 06321 Neustadt an der Weinstraße; Kirrweiler; Maikammer
  - 06322 Bad Dürkheim; Freinsheim: Exklave Lindemannsruhe; Friedelsheim; Gönnheim; Kallstadt; Wachenheim an der Weinstraße
  - 06323 Edenkoben; Edesheim; Flemlingen; Großfischlingen; Hainfeld; Rhodt unter Rietburg; Roschbach; Sankt Martin; Venningen; Weyher in der Pfalz
  - 06324 Böhl-Iggelheim; Haßloch
  - 06325 Lambrecht (Pfalz); Lindenberg
  - 06326 Deidesheim; Forst an der Weinstraße; Meckenheim; Niederkirchen bei Deidesheim; Ruppertsberg
  - 06327 Altdorf; Böbingen; Gommersheim; Neustadt an der Weinstraße: Ortsteile Duttweiler, Geinsheim und Lachen-Speyerdorf
  - 06328 Elmstein; Esthal; Waldleiningen
  - 06329 Frankenstein; Weidenthal

- 0633 Bereich Pirmasens
  - 06331 Pirmasens; Höheischweiler; Lemberg; Obersimten; Rodalben; Ruppertsweiler
  - 06332 Contwig; Zweibrücken
  - 06333 Clausen; Donsieders; Heltersberg; Hermersberg; Höheinöd; Horbach; Steinalben; Waldfischbach-Burgalben; Weselberg
  - 06334 Höhfröschen; Maßweiler; Petersberg; Thaleischweiler-Fröschen
  - 06335 Eppenbrunn; Hilst; Kröppen; Schweix; Trulben; Vinningen
  - 06336 Dellfeld; Nünschweiler; Rieschweiler-Mühlbach
  - 06337 Battweiler; Großbundenbach; Käshofen; Kleinbundenbach; Krähenberg; Wiesbach; Winterbach (Pfalz); Zweibrücken: Stadtteile Mörsbach und Oberauerbach
  - 06338 Althornbach; Dietrichingen; Hornbach; Mauschbach
  - 06339 Bottenbach; Großsteinhausen; Kleinsteinhausen; Riedelberg; Walshausen

- 0634 Bereich Landau in der Pfalz
  - 06340 Dierbach; Freckenfeld; Kapsweyer; Niederotterbach; Steinfeld; Vollmersweiler; Wörth am Rhein: Stadtteil Schaidt
  - 06341 Landau in der Pfalz; Impflingen
  - 06342 Schweigen-Rechtenbach
  - 06343 Bad Bergzabern; Barbelroth; Oberhausen
  - 06344 Lingenfeld; Schwegenheim; Westheim (Pfalz)
  - 06345 Albersweiler
  - 06346 Annweiler am Trifels
  - 06347 Freimersheim (Pfalz); Hochstadt
  - 06348 Offenbach an der Queich
  - 06349 Billigheim-Ingenheim; Klingenmünster; Rohrbach; Steinweiler; Winden

- 0635 Bereich östliche Nordpfalz, westlicher Donnersberg, nördliche Vorderpfalz
  - 06351 Eisenberg (Pfalz); Göllheim; Hettenleidelheim; Kerzenheim; Lautersheim; Marnheim: Weiler Elbisheimerhof und Froschauerhof; Ramsen; Tiefenthal
  - 06352 Bischheim; Bolanden; Kirchheimbolanden; Marnheim; Mauchenheim; Morschheim; Orbis; Rittersheim
  - 06353 Bobenheim am Berg; Dackenheim; Erpolzheim; Freinsheim; Herxheim am Berg; Weisenheim am Berg; Weisenheim am Sand
  - 06355 Albisheim (Pfrimm); Biedesheim; Bubenheim; Einselthum; Gauersheim; Ilbesheim; Immesheim; Ottersheim; Rüssingen; Stetten; Zellertal
  - 06356 Altleiningen; Carlsberg; Wattenheim
  - 06357 Bennhausen; Börrstadt; Breunigweiler; Dannenfels; Dreisen; Imsbach: Weiler Röderhof; Jakobsweiler; Sippersfeld; Standenbühl; Steinbach am Donnersberg; Weitersweiler
  - 06358 Kriegsfeld; Mörsfeld; Oberwiesen
  - 06359 Battenberg (Pfalz); Bissersheim; Bockenheim an der Weinstraße; Grünstadt; Kindenheim; Kirchheim an der Weinstraße; Kleinkarlbach; Mertesheim; Obersülzen; Obrigheim (Pfalz)

- 0636 Bereich östliches Nordpfälzer Bergland
  - 06361 Rockenhausen; Bayerfeld-Steckweiler: Teilort Steckweiler; Dielkirchen; Dörrmoschel; Gerbach; Gundersweiler; Imsweiler; Katzenbach; Ransweiler; Ruppertsecken; Stahlberg; Würzweiler
  - 06362 Alsenz; Bayerfeld-Steckweiler: Teilort Bayerfeld; Finkenbach-Gersweiler; Gaugrehweiler; Hallgarten; Hochstätten; Kalkofen; Mannweiler-Cölln; Münsterappel; Niederhausen an der Appel; Niedermoschel; Oberhausen an der Appel; Obermoschel; Oberndorf; Sankt Alban; Schiersfeld; Sitters; Unkenbach; Winterborn
  - 06363 Hefersweiler; Heiligenmoschel; Imsweiler; Niederkirchen; Schallodenbach; Reichsthal; Seelen
  - 06364 Becherbach; Bisterschied; Ginsweiler; Nußbach; Rathskirchen; Reipoltskirchen; Teschenmoschel; Waldgrehweiler

- 0637 Bereich Landstuhl
  - 06371 Landstuhl; Obernheim-Kirchenarnbach; Ramstein-Miesenbach
  - 06372 Bruchmühlbach-Miesau
  - 06373 Dunzweiler; Gries; Schönenberg-Kübelberg; Waldmohr
  - 06374 Rodenbach; Weilerbach
  - 06375 Herschberg, Knopp-Labach; Reifenberg; Schmitshausen; Wallhalben

- 0638 Bereich Kusel
  - 06381 Kusel; Altenglan; Blaubach; Dennweiler-Frohnbach; Erdesbach; Etschberg; Haschbach am Remigiusberg; Körborn; Oberalben; Rammelsbach; Schellweiler; Thallichtenberg; Theisbergstegen
  - 06382 Cronenberg; Kappeln; Lauterecken; Medard; Offenbach-Hundheim; Wiesweiler
  - 06383 Börsborn; Glan-Münchweiler; Henschtal; Matzenbach; Nanzdietschweiler; Quirnbach/Pfalz; Rehweiler
  - 06384 Albessen; Ehweiler; Herchweiler; Herschweiler-Pettersheim; Hüffler; Konken; Langenbach; Pfeffelbach; Reichweiler; Selchenbach; Wahnwegen
  - 06385 Bosenbach; Föckelberg; Neunkirchen am Potzberg; Niederstaufenbach; Oberstaufenbach; Reichenbach-Steegen
  - 06386 Altenkirchen; Breitenbach; Brücken (Pfalz); Dittweiler; Frohnhofen
  - 06387 Glanbrücken; Kirrweiler; Niederalben; Rathsweiler; Elzweiler; Sankt Julian; Ulmet; Welchweiler

- 0639 Bereich Dahn
  - 06391 Dahn; Busenberg; Erfweiler; Schindhard
  - 06392 Dimbach; Hauenstein; Lug; Spirkelbach; Wilgartswiesen
  - 06393 Fischbach bei Dahn; Hirschthal; Ludwigswinkel; Schönau (Pfalz)
  - 06394 Bobenthal; Bruchweiler-Bärenbach; Bundenthal; Niederschlettenbach; Nothweiler; Rumbach
  - 06395 Merzalben; Münchweiler an der Rodalb; Ruppertsweiler
  - 06396 Hinterweidenthal
  - 06397 Leimen
  - 06398 Darstein; Erlenbach bei Dahn; Vorderweidenthal

## 064 – Gießen und Umgebung
- 0640 Umland Gießen

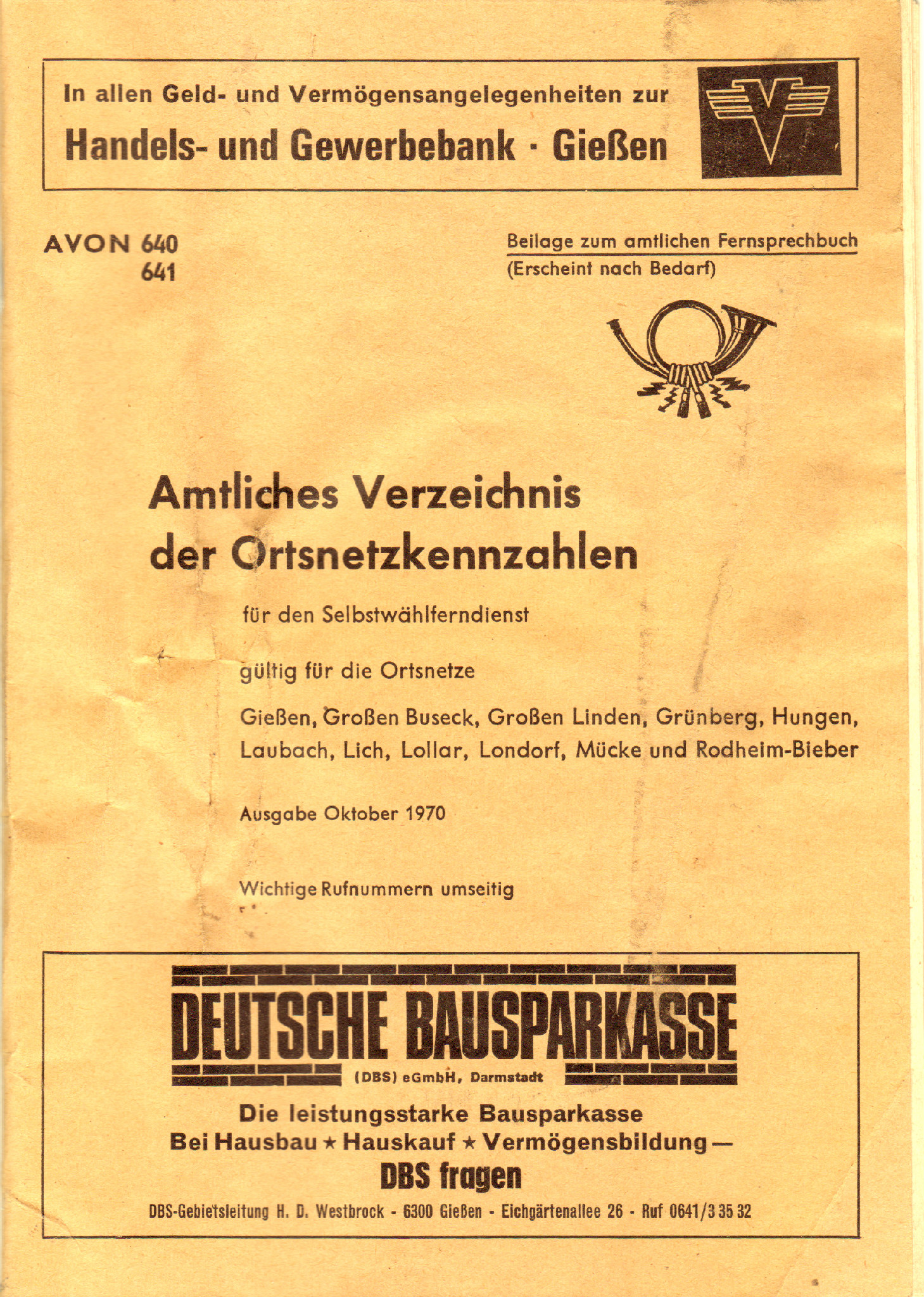
AVON von 1970, für die Vorwahlbereiche 640 und 641 (Gießen, Großen Buseck, Großen Linden, Grünberg, Hungen, Laubach, Lich, Lollar, Londorf, Mücke und Rodheim-Bieber)

  - 06400 Grünberg: Stadtteile Klein-Eichen, Lardenbach, Stockhausen und Weickartshain; Mücke
  - 06401 Grünberg; Mücke: Ortsteil Atzenhain; Reiskirchen: Ortsteile Ettingshausen und Saasen
  - 06402 Hungen; Nidda: Stadtteil Unter-Widdersheim
  - 06403 Gießen: Stadtteile Allendorf, Lützellinden; Hüttenberg: Ortsteile Hochelheim und Hörnsheim; Langgöns: Ortsteil Lang-Göns; Linden; Pohlheim: Stadtteile Grüningen und Watzenborn-Steinberg
  - 06404 Fernwald: Ortsteile Albach und Steinbach; Lich; Pohlheim: Stadtteile Dorf-Güll, Garbenteich und Pohlheim
  - 06405 Laubach
  - 06406 Lollar; Staufenberg; Wettenberg: Ortsteil Wißmar
  - 06407 Allendorf (Lumda); Ebsdorfergrund: Ortsteil Wermertshausen; Rabenau
  - 06408 Buseck; Grünberg: Stadtteil Harbach; Reiskirchen
  - 06409 Biebertal

- 0641 Gießen; Fernwald: Ortsteil Annerod; Heuchelheim; Pohlheim: Stadtteil Hausen; Wettenberg: Ortsteile Krofdorf-Gleiberg und Launsbach; Wetzlar: Stadtteil Dutenhofen

- 0642 Bereich Marburg
  - 06420 Dautphetal: Ortsteil Damshausen; Lahntal: Ortsteile Brungershausen, Caldern, Kernbach und Sterzhausen; Weimar (Lahn): Ortsteil Nesselbrunn
  - 06421 Marburg; Cölbe: Ortsteil Cölbe; Weimar (Lahn)
  - 06422 Amöneburg: Stadtteil Amöneburg; Kirchhain
  - 06423 Lahntal: Ortsteile Goßfelden, Göttingen und Sarnau; Münchhausen: Ortsteile Niederasphe und Simtshausen; Wetter
  - 06424 Amöneburg: Stadtteil Roßdorf; Ebsdorfergrund
  - 06425 Rauschenberg; Stadtallendorf: Stadtteil Wolferode; Wohratal: Ortsteil Halsdorf
  - 06426 Fronhausen; Lohra: Ortsteile Altenvers, Damm, Kirchvers, Reimershausen und Weipoltshausen; Weimar (Lahn): Ortsteile Niederwalgern und Stedebach
  - 06427 Cölbe: Ortsteile Bernsdorf, Bürgeln, Reddehausen, Schönstadt und Schwarzenborn; Rauschenberg: Stadtteil Bracht
  - 06428 Stadtallendorf
  - 06429 Amöneburg: Stadtteile Ermershausen, Mardorf (Amöneburg) und Rüdigheim; Homberg (Ohm): Ortsteil Nieder-Ofleiden; Stadtallendorf: Stadtteile Niederklein und Schweinsberg

- 0643 Bereich Limburg an der Lahn
  - 06430 Aarbergen: Ortsteil  Rückershausen; Burgschwalbach; Hahnstätten; Kaltenholzhausen; Lohrheim; Mudershausen; Netzbach; Oberneisen; Schiesheim
  - 06431 Limburg a. d. Lahn; Elz
  - 06432 Altendiez; Aull; Birlenbach; Diez; Flacht; Gückingen; Hambach; Heistenbach; Holzheim; Niederneisen; Wasenbach
  - 06433 Hadamar
  - 06434 Bad Camberg; Idstein: Stadtteil Walsdorf
  - 06435 Wallmerod
  - 06436 Dornburg
  - 06438 Brechen; Ortsteile Niederbrechen und Werschau; Hünfelden; Hünstetten: Ortsteile Bechtheim, Beuerbach, Ketternschwalbach
  - 06439 Charlottenberg; Cramberg; Dörnberg; Geilnau; Gutenacker; Hirschberg; Holzappel; Horhausen; Isselbach; Langenscheid; Laurenburg; Scheidt; Steinsberg

- 0644 Bereich Wetzlar
  - 06440 Aßlar: Stadtteile Bechlingen und Oberlemp; Ehringshausen: Ortsteile Breitenbach, Dreisbach, Kölschhausen und Niederlemp
  - 06441 Wetzlar; Aßlar: Stadtteile Aßlar und Klein-Altenstädten; Hüttenberg: Ortsteile Rechtenbach, Volpertshausen und Weidenhausen; Lahnau; Solms: Stadtteile Albshausen und Oberbiel
  - 06442 Braunfels; Leun: Siedlung Lahnbahnhof; Solms: Stadtteile Burgsolms, Niederbiel und Oberndorf
  - 06443 Aßlar: Stadtteile Berghausen und Werdorf; Ehringshausen: Ortsteile Daubhausen, Dillheim und Ehringshausen
  - 06444 Bischoffen; Hohenahr: Ortsteile Ahrdt, Altenkirchen und Mudersbach
  - 06445 Braunfels: Ortsteil Neukirchen; Hüttenberg: Ortsteil Reiskirchen; Schöffengrund
  - 06446 Aßlar: Stadtteil Bermoll; Biebertal: Ortsteile Frankenbach und Königsberg; Hohenahr: Ortsteile Erda, Großaltenstädten und Hohensolms; Wetzlar: Stadtteil Blasbach
  - 06447 Butzbach: Stadtteil Ebersgöns; Hüttenberg: Ortsteil Vollnkirchen; Langgöns: Ortsteile Dornholzhausen, Niederkleen und Oberkleen
  - 06449 Ehringshausen: Ortsteile Greifenthal und Katzenfurt; Greifenstein: Ortsteil Greifenstein; Sinn: Ortsteil Edingen

- 0645 Bereich Frankenberg (Eder)
  - 06451 Frankenberg (Eder); Allendorf (Eder): Ortsteil Haine; Burgwald: Ortsteile Birkenbringhausen, Bottendorf und Burgwald
  - 06452 Allendorf (Eder); Battenberg (Eder); Münchhausen: Ortsteil Oberasphe
  - 06453 Gemünden (Wohra); Wohratal
  - 06454 Lichtenfels: Ortsteile Dalwigksthal, Münden, Neukirchen und Sachsenberg
  - 06455 Frankenau; Frankenberg (Eder): Stadtteil Haubern
  - 06456 Gemünden (Wohra): Stadtteil Sehlen; Haina (Kloster)
  - 06457 Burgwald: Ortsteile Ernsthausen und Wiesenfeld; Münchhausen: Ortsteile Münchhausen und Wollmar; Rosenthal: Stadtteil Roda
  - 06458 Rosenthal

- 0646 Bereich Biedenkopf
  - 06461 Biedenkopf; Dautphetal: Ortsteil Wolfgruben
  - 06462 Gladenbach; Lohra: Ortsteile Lohra, Nanz-Willershausen, Rodenhausen, Rollshausen und Seelbach
  - 06464 Angelburg; Bad Endbach: Ortsteil Bottenhorn; Steffenberg
  - 06465 Breidenbach; Steffenberg: Ortsteil Quotshausen
  - 06466 Dautphetal: Ortsteile Allendorf, Buchenau, Dautphe, Elmshausen, Friedensdorf und Wolfgruben
  - 06467 Hatzfeld (Eder)
  - 06468 Dautphetal: Ortsteile Herzhausen, Holzhausen, Hommertshausen, Mornshausen und Silberg

- 0647 Bereich Weilburg
  - 06471 Weilburg; Löhnberg; Merenberg
  - 06472 Braunfels: Ortsteil Altenkirchen; Weilmünster
  - 06473 Braunfels: Ortsteil Tiefenbach; Leun
  - 06474 Villmar: Ortsteile Aumenau, Falkenbach, Langhecke und Seelbach
  - 06475 Weilmünster: Ortsteil Wolfenhausen, Laubuseschbach; Selters (Taunus): Ortsteil Haintchen;
  - 06476 Mengerskirchen
  - 06477 Greifenstein: Ortsteile Arborn, Nenderoth und Odersberg
  - 06478 Greifenstein: Ortsteile Allendorf, Holzhausen und Ulm
  - 06479 Waldbrunn

- 0648 Bereich Landkreis Limburg-Weilburg, Westerwald, Taunus
  - 06482 Runkel; Villmar: Ortsteil Villmar
  - 06483 Bad Camberg: Stadtteil Oberselters; Brechen; Ortsteil Oberbrechen; Selters (Taunus); Villmar: Ortsteil Weyer
  - 06484 Beselich
  - 06485 Eppenrod; Nentershausen
  - 06486 Allendorf; Berghausen; Berndroth; Biebrich; Dörsdorf; Ebertshausen; Eisighofen; Ergeshausen; Herold; Katzenelnbogen; Klingelbach; Kördorf; Mittelfischbach; Oberfischbach; Rettert; Schönborn

## 065 – Trier und Umgebung
- 0650 Umland Trier
  - 06500 Morscheid; Osburg; Waldrach
  - 06501 Konz, Igel (Mosel)
  - 06502 Schweich
  - 06503 Hermeskeil
  - 06504 Thalfang
  - 06505 Kordel
  - 06506 Welschbillig
  - 06507 Neumagen-Dhron
  - 06508 Hetzerath
  - 06509 Büdlich

- 0651 Trier; Aach; Kasel; Mertesdorf; Trierweiler

- 0652 Bereich Südeifel, südwestlicher Eifelkreis Bitburg-Prüm
  - 06522 Hommerdingen; Mettendorf; Nusbaum
  - 06523 Ferschweiler; Holsthum; Prümzurlay
  - 06524 Affler; Dauwelshausen; Herbstmühle; Rodershausen; Scheitenkorb; Sevenig bei Neuerburg; Übereisenbach
  - 06525 Echternacherbrück; Ernzen; Irrel
  - 06526 Bollendorf
  - 06527 Baustert; Bettingen; Brecht; Oberweis; Wißmannsdorf

- 0653 Bereich Bernkastel-Kues
  - 06531 Bernkastel-Kues; Graach an der Mosel; Lieser; Longkamp; Monzelfeld
  - 06532 Bausendorf; Bengel; Kinderbeuern; Kinheim; Ürzig; Zeltingen-Rachtig
  - 06533 Morbach
  - 06534 Brauneberg; Mülheim an der Mosel; Veldenz; Wintrich
  - 06535 Maring-Noviand; Osann-Monzel; Platten
  - 06536 Kleinich

- 0654 Bereich Traben-Trarbach, Zell (Mosel), Hunsrück
  - 06541 Traben-Trarbach; Bausendorf; Enkirch; Irmenach; Kröv
  - 06542 Alf; Briedel; Bullay; Pünderich; Reil; Zell (Mosel)
  - 06543 Altlay; Bärenbach; Belg; Büchenbeuren; Hahn; Hirschfeld; Horbruch; Krummenau; Laufersweiler; Lautzenhausen; Niedersohren; Niederweiler; Raversbeuren; Rödelhausen; Sohren; Wahlenau; Würrich
  - 06544 Bollenbach; Bruschied; Bundenbach; Gösenroth; Hausen; Oberkirn; Rhaunen; Schneppenbach; Schwerbach; Stipshausen; Sulzbach; Weitersbach; Woppenroth
  - 06545 Blankenrath; Mastershausen; Peterswald-Löffelscheid

- 0655 Bereich Westeifel, nordwestlicher Eifelkreis Bitburg-Prüm
  - 06550 Arzfeld; Dahnen; Daleiden; Dasburg; Irrhausen; Kickeshausen; Olmscheid; Preischeid; Reiff
  - 06551 Prüm; Gondenbrett; Rommersheim; Sellerich
  - 06552 Auw bei Prüm; Kleinlangenfeld; Neuendorf; Olzheim; Reuth; Roth bei Prüm
  - 06553 Burbach; Dingdorf; Heisdorf; Hersdorf; Lasel; Niederlauch; Nimsreuland; Oberlauch; Schönecken; Seiwerath; Wawern; Winringen
  - 06554 Eilscheid; Feuerscheid; Lambertsberg; Lichtenborn; Manderscheid; Oberpierscheid; Plütscheid; Waxweiler
  - 06555 Bleialf; Brandscheid; Buchet; Großlangenfeld; Mützenich; Oberlascheid; Winterscheid; Winterspelt
  - 06556 Euscheid; Habscheid; Lierfeld; Lünebach; Matzerath; Pronsfeld; Strickscheid
  - 06557 Dahlem: Ortsteile Baasem, Berk, Frauenkron und Kronenburg; Hallschlag; Hellenthal: Ortsteile Losheim und Losheimergraben; Ormont; Scheid
  - 06558 Büdesheim; Duppach; Fleringen; Schwirzheim; Wallersheim; Weinsheim
  - 06559 Harspelt; Heckhuscheid; Herzfeld; Kesfeld; Leidenborn; Lichtenborn; Lützkampen; Roscheid; Sengerich; Sevenig (Our); Üttfeld

- 0656 Bereich Südeifel, südöstlicher Eifelkreis Bitburg-Prüm, Umland Bitburg
  - 06561 Bitburg; Rittersdorf
  - 06562 Auw an der Kyll; Herforst; Hosten; Preist; Speicher
  - 06563 Badem; Etteldorf; Kyllburg; Kyllburgweiler; Malberg; Malbergweich; Neidenbach; Neuheilenbach; Orsfeld; Sankt Thomas; Wilsecker; Zendscheid
  - 06564 Ammeldingen bei Neuerburg; Emmelbaum; Leimbach; Karlshausen; Neuerburg; Utscheid; Zweifelscheid
  - 06565 Dudeldorf; Metterich; Spangdahlem
  - 06566 Ammeldingen an der Our; Geichlingen; Gentingen; Körperich; Kruchten; Lahr; Roth an der Our; Wallendorf
  - 06567 Eisenschmitt; Gransdorf; Landscheid; Oberkail; Seinsfeld; Steinborn
  - 06568 Alsdorf; Meckel; Messerich; Wolsfeld
  - 06569 Bickendorf; Biersdorf am See; Ehlenz; Fließem; Nattenheim; Schleid; Seffern; Sefferweich

- 0657 Bereich Wittlich, Südeifel, südliche Vulkaneifel
  - 06571 Wittlich; Altrich; Bergweiler; Flußbach; Hupperath; Plein
  - 06572 Bettenfeld; Laufeld; Manderscheid
  - 06573 Gillenfeld; Strohn; Strotzbüsch
  - 06574 Gipperath; Hasborn; Niederöfflingen; Niederscheidweiler
  - 06575 Binsfeld; Großlittgen; Landscheid; Niersbach
  - 06578 Bruch; Dreis; Klausen; Salmtal

- 0658 Bereich Saarburg, westlicher Hunsrück
  - 06580 Orenhofen; Zemmer
  - 06581 Saarburg; Ayl; Irsch; Serrig; Trassem
  - 06582 Freudenburg; Kirf; Taben-Rodt
  - 06583 Nittel: Ortsteil Rehlingen; Palzem; Wincheringen
  - 06584 Nittel: Ortsteile Köllig und Nittel; Temmels; Wellen
  - 06585 Ralingen
  - 06586 Beuren (Hochwald); Geisfeld; Rascheid
  - 06587 Greimerath; Zerf
  - 06588 Franzenheim; Gusterath; Gutweiler; Pellingen; Pluwig
  - 06589 Kell am See, Schillingen

- 0659 Bereich Vulkaneifel
  - 06591 Gerolstein; Kalenborn-Scheuern; Pelm
  - 06592 Daun; Mehren
  - 06593 Hillesheim; Oberbettingen; Steffeln; Walsdorf; Wiesbaum
  - 06594 Birresborn; Densborn; Mürlenbach; Usch
  - 06595 Dockweiler; Dreis-Brück
  - 06596 Niederstadtfeld; Oberstadtfeld; Üdersdorf
  - 06597 Birgel; Esch; Feusdorf; Gönnersdorf; Jünkerath; Kerschenbach; Lissendorf; Stadtkyll
  - 06599 Deudesfeld; Salm; Wallenborn; Weidenbach

## 066 – Fulda und Umgebung
- 0661 Fulda; Eichenzell: Schloss Fasanerie; Künzell; Neuhof: Ortsteil Giesel; Petersberg

- 0662 Bereich Bad Hersfeld
  - 06620 Philippsthal (Werra)
  - 06621 Bad Hersfeld; Hauneck; Ludwigsau: Ortsteile Friedlos, Mecklar, Reilos, Rohrbach und Tann
  - 06622 Bebra; Ronshausen
  - 06623 Alheim; Rotenburg an der Fulda
  - 06624 Heringen (Werra); Philippsthal (Werra): Ortsteil Harnrode
  - 06625 Kirchheim (Hessen); Niederaula
  - 06626 Wildeck: Ortsteile Bosserode, Obersuhl und Richelsdorf
  - 06627 Nentershausen
  - 06628 Oberaula
  - 06629 Friedewald; Schenklengsfeld

- 0663 Bereich Alsfeld
  - 06630 Lautertal (Vogelsberg): Ortsteil Meiches; Schwalmtal: Ortsteile Storndorf und Vadenrod
  - 06631 Alsfeld; Antrifttal
  - 06633 Homberg (Ohm)
  - 06634 Mücke: Ortsteil Bernsfeld; Gemünden (Felda); Grünberg: Stadtteil Weitershain
  - 06635 Antrifttal: Ortsteil Ohmes; Kirtorf
  - 06636 Romrod
  - 06637 Feldatal
  - 06638 Lauterbach: Stadtteil Wallenrod; Schwalmtal
  - 06639 Alsfeld: Stadtteile Berfa und Lingelbach; Ottrau

- 0664 Bereich Lauterbach (Hessen)
  - 06641 Lauterbach; Wartenberg: Ortsteil Angersbach
  - 06642 Schlitz
  - 06643 Grebenhain: Ortsteil Ilbeshausen-Hochwaldhausen; Herbstein: Stadtteile Altenschlirf, Herbstein, Lanzenhain, Rixfeld und Steinfurt; Lautertal (Vogelsberg)
  - 06644 Freiensteinau: Ortsteile Gunzenau, Nieder-Moos und Ober-Moos; Grebenhain
  - 06645 Feldatal: Ortsteile Köddingen und Stumpertenrod; Lautertal (Vogelsberg): Ortsteil Engelrod; Mücke: Ortsteil Höckersdorf; Ulrichstein
  - 06646 Grebenau
  - 06647 Herbstein: Stadtteile Schadges, Schlechtenwegen und Stockhausen
  - 06648 Bad Salzschlirf; Großenlüder; Wartenberg: Ortsteil Landenhausen

- 0665 Bereich Rhön
  - 06650 Hosenfeld
  - 06651 Rasdorf
  - 06652 Burghaun: Ortsteile Burghaun, Hünhan, Rothenkirchen und Steinbach; Hünfeld; Nüsttal: Ortsteile Haselstein, Rimmels und Silges
  - 06653 Burghaun: Ortsteile Großenmoor, Gruben, Hechelmannskirchen, Langenschwarz, Schlotzau
  - 06654 Gersfeld (Rhön)
  - 06655 Flieden; Kalbach: Ortsteile Mittelkalbach und Niederkalbach; Künzell: Ortsteil Dietershausen; Neuhof
  - 06656 Ebersburg; Eichenzell: Ortsteile Büchenberg, Döllbach und Lütter; Gersfeld (Rhön): Stadtteile Altenfeld, Dalherda, Gichenbach und Hettenhausen; Künzell: Ortsteile Dassen und Dietershausen
  - 06657 Dipperz; Hofbieber
  - 06658 Poppenhausen (Wasserkuppe)
  - 06659 Eichenzell

- 0666 Bereich Schlüchtern
  - 06660 Steinau an der Straße: Stadtteil Marjoß; Bad Soden-Salmünster (Stadtteil Mernes)
  - 06661 Schlüchtern
  - 06663 Steinau an der Straße: Stadtteile Bellings, Marborn, Seidenroth und Steinau an der Straße
  - 06664 Schlüchtern: Stadtteile Gundhelm und Vollmerz; Sinntal: Ortsteile Breunings, Mottgers, Oberzell, Sannerz, Schwarzenfels, Sterbfritz und Weichersbach
  - 06665 Sinntal: Ortsteile Altengronau, Jossa und Neuengronau
  - 06666 Freiensteinau: Ortsteile Fleschenbach, Freiensteinau, Holzmühl, Radmühl und Salz; Steinau an der Straße: Stadtteil Hintersteinau
  - 06667 Steinau an der Straße: Stadtteile Neustall, Sarrod, Uerzell und Ulmbach
  - 06668 Birstein: Ortsteile Lichenroth, Völzberg, Wettges und Wüstwillenroth; Grebenhain: Ortsteil Volkartshain
  - 06669 Flieden: Ortsteile Buchenrod, Magdlos und Stork; Freiensteinau: Ortsteile Reichlos, Reinhards und Weidenau; Hosenfeld: Ortsteile Brandlos, Jossa, Pfaffenrod und Poppenrod; Neuhof: Ortsteile Hauswurz und Kauppen

- 0667 Bereich Rhön
  - 06670 Ludwigsau: Ortsteile Beenhausen, Biedebach, Ersrode, Gerterode, Hainrode, Meckbach, Niederthalhausen und Oberthalhausen
  - 06672 Eiterfeld; Hünfeld: Stadtteil Malges
  - 06673 Haunetal
  - 06674 Friedewald; Philippsthal (Werra): Ortsteile Gethsemane und Unterneurode
  - 06675 Breitenbach am Herzberg
  - 06676 Eiterfeld: Ortsteile Soisdorf, Treischfeld, Ufhausen und Unterufhausen; Hohenroda
  - 06677 Neuenstein
  - 06678 Wildeck: Ortsteile Hönebach und Raßdorf

- 0668 Bereich Hilders
  - 06681 Hilders; Ehrenberg (Rhön): Ortsteile Reulbach und Thaiden
  - 06682 Tann (Rhön)
  - 06683 Ehrenberg (Rhön): Ortsteile Melperts, Seiferts und Wüstensachsen
  - 06684 Nüsttal

- 0669 Bereich Schwalmstadt
  - 06691 Schwalmstadt; Willingshausen: Ortsteile Leimbach, Loshausen, Ransbach, Steina, Wasenberg und Zella
  - 06692 Antrifttal: Ortsteil Bernsburg; Neustadt; Schwalmstadt: Stadtteil Wiera
  - 06693 Neuental
  - 06694 Neukirchen
  - 06695 Jesberg
  - 06696 Gilserberg
  - 06697 Willingshausen: Ortsteile Gungelshausen, Merzhausen und Willingshausen
  - 06698 Alsfeld: Stadtteil Heidelbach; Schrecksbach

## 067 – Bad Kreuznach und Umgebung
- 0670 Umland Bad Kreuznach
  - 06701 Badenheim; Biebelsheim; Gau-Bickelheim; Pfaffen-Schwabenheim; Pleitersheim; Sprendlingen; Welgesheim; Zotzenheim
  - 06703 Eckelsheim; Gumbsheim; Neu-Bamberg; Siefersheim; Stein-Bockenheim; Volxheim; Wöllstein; Wonsheim
  - 06704 Langenlonsheim; Laubenheim
  - 06706 Gutenberg; Spall; Wallhausen
  - 06707 Guldental; Waldlaubersheim; Windesheim
  - 06708 Altenbamberg; Bad Kreuznach Stadtteil Bad Münster am Stein-Ebernburg; Feilbingert
  - 06709 Fürfeld; Tiefenthal

- 0671 Bad Kreuznach; Bretzenheim; Hackenheim; Hargesheim; Hüffelsheim; Mandel; Norheim; Roxheim; Rüdesheim; Traisen

- 0672 Bereich Bingen, Rheingau
  - 06721 Bingen am Rhein; Dorsheim; Münster-Sarmsheim; Rümmelsheim; Trechtingshausen; Waldalgesheim; Weiler bei Bingen
  - 06722 Geisenheim; Rüdesheim am Rhein
  - 06723 Eltville am Rhein: Stadtteil Hattenheim; Oestrich-Winkel
  - 06724 Dörrebach; Roth; Schweppenhausen; Seibersbach; Stromberg; Warmsroth
  - 06725 Appenheim; Bingen am Rhein: Stadtteil Dromersheim; Gau-Algesheim; Ingelheim am Rhein: Stadtteil Sporkenheim
  - 06726 Lorch, Rüdesheim am Rhein: Stadtteil Presberg; Sauerthal
  - 06727 Gensingen
  - 06728 Nieder-Hilbersheim, Ober-Hilbersheim

- 0673 Bereich Alzey
  - 06731 Alzey; Albig; Bermersheim vor der Höhe; Esselborn; Freimersheim; Gau-Heppenheim; Kettenheim; Wahlheim
  - 06732 Ensheim; Gau-Weinheim; Partenheim; Spiesheim; Udenheim; Vendersheim; Wallertheim; Wörrstadt
  - 06733 Bechtolsheim; Biebelnheim; Dolgesheim; Dorn-Dürkheim; Framersheim; Frettenheim; Gau-Odernheim; Hillesheim; Wintersheim
  - 06734 Armsheim; Bornheim; Flonheim; Lonsheim; Wendelsheim
  - 06735 Dintesheim; Eppelsheim; Flomborn; Ober-Flörsheim; Hangen-Weisheim; Hochborn
  - 06736 Bechenheim; Offenheim; Nack; Nieder-Wiesen
  - 06737 Köngernheim; Undenheim; Hahnheim; Selzen; Friesenheim (Rheinhessen)

- 0674 Bereich St. Goar
  - 06741 Sankt Goar; Urbar
  - 06742 Boppard
  - 06743 Oberdiebach
  - 06744 Damscheid; Niederburg; Oberwesel; Perscheid
  - 06745 Beulich; Gondershausen; Mermuth
  - 06746 Badenhard; Bickenbach; Birkheim; Braunshorn; Hausbay; Hungenroth; Laudert; Leiningen; Lingerhahn; Maisborn; Mühlpfad; Niedert; Norath; Pfalzfeld; Thörlingen; Utzenhain
  - 06747 Dörth; Emmelshausen; Halsenbach; Karbach; Kratzenburg; Ney; Schwall

- 0675 Bereich Bad Sobernheim
  - 06751 Bad Sobernheim; Bärweiler; Kirschroth; Meddersheim; Monzingen; Nußbaum; Staudernheim
  - 06752 Bergen; Berschweiler bei Kirn; Griebelschied; Hahnenbach; Hennweiler; Hochstetten-Dhaun; Kirn; Meckenbach; Oberhausen bei Kirn
  - 06753 Abtweiler; Adenbach; Becherbach: Ortsteil Roth; Breitenheim; Callbach; Desloch; Jeckenbach; Lauschied; Löllbach; Meisenheim; Odenbach; Raumbach; Rehborn; Reiffelbach; Schmittweiler; Schweinschied
  - 06754 Horbach; Martinstein; Merxheim; Seesbach; Simmertal; Weiler bei Monzingen
  - 06755 Duchroth; Lettweiler; Oberhausen an der Nahe; Odernheim am Glan
  - 06756 Ippenschied; Rehbach; Winterbach; Winterburg
  - 06757 Becherbach bei Kirn; Heimweiler; Hundsbach; Limbach; Schmidthachenbach
  - 06758 Boos; Niederhausen; Oberstreit; Schloßböckelheim; Waldböckelheim; Weinsheim

- 0676 Bereich Simmern/Hunsrück
  - 06761 Simmern/Hunsrück; Altweidelbach; Argenthal; Belgweiler; Biebern; Fronhofen; Holzbach; Keidelheim; Klosterkumbd; Külz (Hunsrück); Kümbdchen; Michelbach; Mutterschied; Nannhausen; Neuerkirch; Niederkumbd; Ohlweiler; Oppertshausen; Pleizenhausen; Ravengiersburg; Reich; Riesweiler; Sargenroth; Schönborn; Tiefenbach; Wüschheim
  - 06762 Alterkülz; Bell (Hunsrück); Beltheim; Buch; Gödenroth; Hasselbach; Hollnich; Kastellaun; Korweiler; Laubach; Mörsdorf; Roth; Spesenroth; Uhler; Zilshausen; Dorweiler; Sabershausen;
  - 06763 Dickenschied; Dill; Dillendorf; Hecken; Heinzenbach; Kappel; Kirchberg (Hunsrück); Kludenbach; Lindenschied; Maitzborn; Metzenhausen; Nieder Kostenz; Ober Kostenz; Reckershausen; Rödern; Schwarzen; Sohrschied; Todenroth; Unzenberg; Womrath
  - 06764 Dichtelbach; Ellern (Hunsrück); Erbach; Liebshausen; Mörschbach; Rheinböllen; Schnorbach
  - 06765 Gehlweiler; Gemünden; Henau; Kellenbach; Königsau; Mengerschied; Rohrbach; Schlierschied; Schwarzerden
  - 06766 Benzweiler; Bergenhausen; Bubach; Budenbach; Horn; Kisselbach; Rayerschied; Riegenroth; Steinbach; Wiebelsheim

- 0677 Bereich St. Goarshausen, Mittelrhein
  - 06771 Sankt Goarshausen; Auel; Bornich; Dahlheim; Eschbach; Lierschied; Nochern; Patersberg; Prath; Reichenberg; Reitzenhain; Weyer
  - 06772 Berg; Bettendorf; Bogel; Buch; Diethardt; Endlichhofen; Hainau; Heidenrod: Ortsteile Grebenroth, Martenroth, Niedermeilingen und Obermeilingen; Himmighofen; Holzhausen an der Haide; Kasdorf; Lautert; Lollschied; Marienfels; Miehlen; Nastätten; Niedertiefenbach; Niederwallmenach; Obertiefenbach; Oberwallmenach; Oelsberg; Pohl; Roth; Ruppertshofen
  - 06773 Filsen; Kamp-Bornhofen; Kestert; Lykershausen
  - 06774 Dörscheid; Kaub; Weisel
  - 06775 Heidenrod: Ortsteile Algenroth, Dickschied, Geroldstein, Hilgenroth, Nauroth und Zorn; Lipporn; Lorch: Stadtteile Espenschied und Wollmerschied; Rettershain; Strüth; Weidenbach; Welterod
  - 06776 Dachsenhausen; Dessighofen; Ehr; Geisig; Gemmerich; Kehlbach; Niederbachheim; Oberbachheim; Winterwerb

- 0678 Bereich Idar-Oberstein
  - 06781 Idar-Oberstein; Herborn; Hettenrodt; Kirschweiler; Mackenrodt; Siesbach; Veitsrodt; Vollmersbach
  - 06782 Abentheuer; Achtelsbach; Birkenfeld; Börfink; Brücken; Buhlenberg; Dambach; Dienstweiler; Elchweiler; Ellenberg; Ellweiler; Gimbweiler; Gollenberg; Hattgenstein; Hoppstädten-Weiersbach; Meckenbach; Oberhambach; Rimsberg; Rinzenberg; Schmißberg
  - 06783 Baumholder; Berschweiler bei Baumholder; Eckersweiler; Fohren-Linden; Mettweiler; Reichenbach; Ruschberg
  - 06784 Bärenbach; Dickesbach; Fischbach; Hintertiefenbach; Idar-Oberstein: Stadtteile Georg-Weierbach, Kirchenbollenbach, Mittelbollenbach, Nahbollenbach und Weierbach; Mittelreidenbach
  - 06785 Breitenthal (Hunsrück); Gerach; Herrstein; Hottenbach Mörschied; Niederhosenbach; Niederwörresbach; Oberhosenbach; Oberwörresbach; Sonnschied; Weiden; Wickenrodt
  - 06786 Allenbach; Asbach; Bruchweiler; Hellertshausen; Kempfeld; Langweiler; Schauren; Sensweiler; Wirschweiler
  - 06787 Frauenberg; Kronweiler; Leisel; Niederbrombach; Niederhambach; Oberbrombach; Rötsweiler-Nockenthal; Schwollen; Sonnenberg-Winnenberg; Wilzenberg-Hußweiler
  - 06788 Homberg; Hoppstädten; Langweiler; Oberreidenbach; Sien; Sienhachenbach; Unterjeckenbach
  - 06789 Berglangenbach; Hahnweiler; Heimbach; Leitzweiler; Nohen; Rohrbach; Rückweiler

## 068 – Saarbrücken und Umgebung
- 0680 Umland Saarbrücken
  - 06802 Völklingen: Stadtteil Lauterbach
  - 06803 Blieskastel: Stadtteile Aßweiler, Biesingen und Seelbach; Mandelbachtal: Ortsteile Erfweiler-Ehlingen, Heckendalheim, Ommersheim und Wittersheim
  - 06804 Mandelbachtal: Ortsteile Bebelsheim, Bliesmengen-Bolchen und Habkirchen
  - 06805 Kleinblittersdorf; Saarbrücken: Stadtteil Bübingen
  - 06806 Heusweiler; Püttlingen: Stadtteil Köllerbach; Riegelsberg
  - 06809 Großrosseln

- 0681  Saarbrücken

- 0682 Bereich Neunkirchen
  - 06821 Neunkirchen; Schiffweiler
  - 06824 Ottweiler
  - 06825 Illingen, Merchweiler
  - 06826 Bexbach; Neunkirchen: Stadtteil Ludwigsthal
  - 06827 Eppelborn

- 0683 Bereich Saarlouis
  - 06831 Saarlouis; Dillingen/Saar; Schwalbach: Ortsteil Hülzweiler; Wallerfangen: Ortsteile Oberlimberg, St. Barbara und Wallerfangen
  - 06832 Beckingen: Ortsteile Erbringen, Oppen und Reimsbach
  - 06833 Rehlingen-Siersburg
  - 06834 Bous; Schwalbach; Wadgassen
  - 06835 Beckingen
  - 06836 Überherrn
  - 06837 Wallerfangen: Ortsteile Bedersdorf, Düren, Gisingen, Ihn, Ittersdorf, Kerlingen, Leidingen und Rammelfangen
  - 06838 Nalbach; Saarwellingen

- 0684 Bereich Homburg
  - 06841 Homburg; Kirkel: Ortsteile Altstadt und Limbach
  - 06842 Blieskastel
  - 06843 Gersheim
  - 06844 Blieskastel: Stadtteile Altheim, Böckweiler, Brenschelbach und Pinningen; Gersheim: Ortsteile Seyweiler, Peppenkum, Medelsheim, Utweiler
  - 06848 Homburg: Stadtteile Einöd und Wörschweiler
  - 06849 Kirkel: Ortsteil Kirkel-Neuhäusel; Neunkirchen: Wohnsiedlung Eschweilerhof

- 0685 Bereich St. Wendel
  - 06851 St. Wendel
  - 06852 Nohfelden
  - 06853 Marpingen; Tholey
  - 06854 St. Wendel: Stadtteil Bliesen
  - 06855 Freisen
  - 06856 St. Wendel: Stadtteile Bubach, Hoof, Niederkirchen, Osterbrücken
  - 06857 Namborn
  - 06858 Ottweiler: Stadtteile Fürth, Lautenbach und Steinbach; St. Wendel: Stadtteile Dörrenbach und Werschweiler

- 0686 Bereich Merzig
  - 06861 Merzig; Rehlingen-Siersburg: Ortsteil Fremersdorf
  - 06864 Mettlach
  - 06865 Mettlach: Ortsteile Orscholz und Weiten (beide Ortsteile der Gemeinde Mettlach); Perl: Ortsteile Keßlingen, Münzingen und Oberleuken
  - 06866 Perl: Ortsteile Nennig, Perl, Sinz, Tettingen-Butzdorf und Wochern
  - 06867 Perl: Ortsteile Besch, Borg, Oberperl und Sehndorf
  - 06868 Mettlach: Ortsteile Nohn und Tünsdorf; Perl: Ortsteile Büschdorf und Eft-Hellendorf
  - 06869 Merzig: Stadtteil Silwingen

- 0687 Bereich Wadern
  - 06871 Wadern
  - 06872 Losheim am See
  - 06873 Nonnweiler
  - 06874 Wadern: Stadtteile Büschfeld und Nunkirchen
  - 06875 Nonnweiler: Ortsteil Primstal
  - 06876 Weiskirchen

- 0688 Bereich Lebach
  - 06881 Lebach; Eppelborn
  - 06887 Lebach: Stadtteil Gresaubach; Schmelz
  - 06888 Lebach: Stadtteile Dörsdorf, Steinbach und Thalexweiler

- 0689 Bereich St. Ingbert, Umland Saarbrücken
  - 06893 Mandelbachtal: Ortsteil Ormesheim; Saarbrücken: Stadtteile Ensheim, Eschringen und Fechingen
  - 06894 St. Ingbert
  - 06897 Friedrichsthal; Quierschied; Saarbrücken: Stadtteile Dudweiler, Herrensohr und Jägersfreude; Sulzbach/Saar
  - 06898 Püttlingen; Saarbrücken: Stadtteile Altenkessel und Klarenthal; Völklingen

## 069 – Frankfurt am Main / Offenbach am Main und Umgebung
- 069 Frankfurt am Main; Liederbach am Taunus: Ortsteil Oberliederbach; Neu-Isenburg: Stadtteil Zeppelinheim; Offenbach am Main; Sulzbach (Taunus): Main-Taunus-Zentrum